# 神奈川大学サッカー部
神奈川大学サッカー部（かながわだいがくサッカーぶ、英語: Kanagawa University Football Club）は、神奈川県横浜市・平塚市を拠点に活動する神奈川大学のサッカー部である。長年、神奈川県リーグで戦うが、2004年に関東2部リーグに昇格すると、持ち前の堅守と速攻を武器に2007年には関東2部リーグを制し関東1部リーグへ昇格。チームスローガンは2008年より「一生懸命を楽しもう！」。また『Football＋何か1つ』として合宿先での清掃活動等、地域貢献活動も行っている。神奈川大学体育会サッカー部と表記されることもある。

## 歴史
創部は横浜専門学校時代の1929年である。1945年終戦時に一度廃部となるも、1957年に神奈川大学体育会サッカー部として復活。2004年神奈川県リーグ優勝、2004年より関東2部リーグ、2006年より関東1部リーグ。2018年現在関東2部リーグ。
- 1928年（昭和3年）	神奈川大学の前身である横浜学院 開設
- 1929年（昭和4年）	横浜専門学校に改称 『横浜専門学校蹴球部』創部
- 1945年（昭和20年）	終戦時廃部
- 1949年（昭和24年）	新制神奈川大学 誕生
- 1957年（昭和32年）	『神奈川大学体育会サッカー部』の復活発足
- 1997年（平成9年）	第77回「天皇杯全日本サッカー選手権大会」出場（初）
- 2004年（平成16年）	大森監督就任 平成16年度「神奈川県大学サッカー秋季リーグ」 優勝 関東リーグ参入戦 1勝2分け → 関東2部リーグ昇格
- 2006年（平成18年）	第86回「天皇杯全日本サッカー選手権大会」出場 第81回「関東大学サッカーリーグ戦2部」 優勝→ 関東1部リーグ昇格
- 2007年（平成19年）	第31回「総理大臣杯全日本大学サッカートーナメント」出場（初）
- 2008年（平成20年）	第32回「総理大臣杯全日本大学サッカートーナメント」出場
- 2009年（平成21年）	中山グラウンドの人工芝化
- 2010年（平成22年）	木村監督就任
- 2012年（平成24年）	高峯監督就任
- 2016年（平成28年） 第96回「天皇杯全日本サッカー選手権大会」出場　2回戦敗退
- 2017年（平成29年）「アミノバイタル®」カップ2017 第6回関東大学サッカートーナメント大会3位入賞

## 戦績
| 年度 | 所属    | 順位 | 勝点 | 試合 | 勝 | 分 | 敗 | 得点 | 失点 | 得失 | アミノ杯 | 総理大臣杯 | インカレ | 監督 |
| 2009 | 関東1部 | 8位  | 27   |      |    |    |    |      |      |      |          |            |          | 大森 |
| 2010 | 関東1部 | 8位  | 28   |      |    |    |    |      |      |      |          |            |          | 木村 |
| 2011 | 関東1部 | 9位  | 27   |      |    |    |    |      |      |      |          |            |          | 木村 |
| 2012 | 関東1部 | 12位 | 16   |      |    |    |    |      |      |      |          |            |          | 高峯 |
| 2013 | 関東2部 | 4位  | 35   |      |    |    |    |      |      |      |          |            |          | 高峯 |
| 2014 | 関東2部 | 2位  | 43   |      |    |    |    |      |      |      |          |            |          | 高峯 |
| 2015 | 関東1部 | 11位 | 22   |      |    |    |    |      |      |      |          |            |          | 高峯 |
| 2016 | 関東2部 | 3位  | 40   |      |    |    |    |      |      |      |          |            |          | 高峯 |

## 主な成績
- 天皇杯全日本サッカー選手権大会
- 1997年（平成9年）第77回天皇杯全日本サッカー選手権大会出場（初）
- 2006年（平成18年）第86回天皇杯全日本サッカー選手権大会出場、2回戦敗退[5]
- 2016年（平成28年）第96回天皇杯全日本サッカー選手権大会出場、2回戦敗退[6][7]
- 2016年天皇杯-1回戦でＪ２FC町田ゼルビアを破るも2回戦ジュビロ磐田と戦いジュビロ磐田を上回るシュートを放つも惜敗[8][9]
- 全日本大学サッカー選手権大会
- 総理大臣杯全日本大学サッカートーナメント
  - 2007年（平成19年）第31回「総理大臣杯全日本大学サッカートーナメント」出場（初）
  - 2008年（平成20年）第32回「総理大臣杯全日本大学サッカートーナメント」出場
  - 2017年（平成29年）第41回「総理大臣杯全日本大学サッカートーナメント」出場　[10]
- 関東大学サッカーリーグ戦2部
  - 2004年より関東2部リーグ
- 関東大学サッカーリーグ戦1部
  - 2007年関東1部リーグ昇格
- アミノバイタルカップ
  - 2017年（平成29年「アミノバイタル®」カップ2017 第6回関東大学サッカートーナメント大会3位入賞[11][12]

## 応援
チャント
- ハイロウズ『日曜日よりの使者』（ホンダのバイクのCMソングで有名 ）のメロディで「神大の底力、オレたちに見せてくれ」
- 『鉄腕アトム』主題歌(アトムマーチ)（高校野球の応援では横浜高校や横浜商もアトムマーチを用いる）
- ポパイ主題歌『ポパイ・ザ・セーラーマン』
- ディキシーランド・ジャズ『聖者の行進』で「神奈川大学～奇跡を起こす（せ）～」

等

## 主な所属選手
2002年度卒
- 和田翔太※中退

2006年度卒
- 石神直哉

2007年度卒
- 鴨志田誉
- 山腰泰博

2009年度卒
- 藤川祐司
- 鈴木淳
- 三平和司
- 伊池翔吾
- 安藤良平

2010年度卒
- 鈴木将也

2011年度卒
- 高橋拓也
- 大石治寿
- 佐々木翔
- 三原向平

2012年度卒
- 中武駿介
- 小澤巧
- 村岡拓哉

2014年度卒
- 郡司健太朗
- 芦野翔斗
- 星広太
- 高木利弥
- 藤原拓也
- 伊東純也

2015年度卒
- 前田柊
- 鈴木翔大

2016年度卒
- 武田将平
- 奥田晃也
- 千田海人

2017年度卒
- 寺前光太

2018年度卒
- 石渡旭
- 金子大毅※中退

2019年度卒
- 白井達也

2020年度卒
- 高橋勇利也
- 加藤大育

2021年度卒
- 馬場琢未
- 藤田雄士

2022年度卒
- 佐藤未勇
- 新井直登